# Plasma (KDE)
KDE Plasma 4 je souhrnné označení pro některé aplikace obstarávající běh grafického uživatelského rozhraní v prostředí KDE 4. 
V současnosti je projektem KDE používána novější Plasma 5.
Plasma zahrnuje pracovní plochu a panely. Na panely i plochu je možno přidávat různé miniaplikace (např. indikátor nabití baterie nebo hodiny). Tyto aplikace se nazývají widgety či plasmoidy.
Koncepce miniaplikací znamená pro uživatele vyšší a jednodušší přizpůsobitelnost tohoto prostředí a pro vývojáře možnost jednodušeji vytvářet velice konkrétní aplikace. Naopak nevýhodou z počátku může být složité ovládání.
Jsou paralelně vyvíjeny tři verze: Plasma Desktop, Plasma Netbook a Plasma Active. Výchozím prostředím je Plasma Desktop, ze kterého jsou vyvíjeny ostatní verze a které je určeno pro stolní počítače a notebooky. Cílovou skupinou Plasmy Netbook jsou netbooky a Plasma Active je konstruována pro tabletové počítače, smartphony a PDA.
Do verze 4.2 byl používán jako výchozí vzhled tmavý Oxygen, dnes je výchozím vzhledem Air. Ten naopak používá světlých odstínů a průsvitných prvků.
Logo Plasmy se skládá z oranžové kapky, která značí eleganci a rychlost a tří barevných teček – programů Kicker (panel), KDesktop (plocha) a Super Karamba (miniaplikace na ploše). To byly v KDE 3 samostatné programy, v KDE  4 jejich funkci převzala Plasma. Podle jiných vysvětlení logo značí programovací jazyky: hlavní C++, ve kterém je celé KDE napsáno, a JavaScript, Python a Ruby, ve kterých mohou být psány miniaplikace. Tři tečky též poukazují na kombinaci technické dokonalosti, hezkého vzhledu a použitelnosti.